# Lissonota dubia
Lissonota dubia är en stekelart som beskrevs av Holmgren 1856. Lissonota dubia ingår i släktet Lissonota och familjen brokparasitsteklar. Arten är reproducerande i Sverige. Inga underarter finns listade i Catalogue of Life.